# Jackson Sousa
Jackson Sousa dos Santos (Rio de Janeiro, 24 de janeiro de 1990) é um competidor e instrutor de jiu-jitsu brasileiro (BJJ) e grappling. Vencedor de diversos campeonatos importantes nas faixas coloridas, como o Campeonato Mundial da IBJJF, o Campeonato Europeu da IBJJF e o Campeonato Brasileiro da CBJJ; Sousa é campeão mundial sem kimono pela faixa-preta, bicampeão europeu (com e sem kimono) e tricampeão do Pan-Americano Sem Kimono.
Faixa-preta de BJJ graduado por Ricardo Vieira, Sousa competiu em eventos internacionais de grappling, incluindo o Absolute Championship Berkut, Polaris Pro Grappling e Metamoris. Em 2017, Sousa foi considerado um dos competidores mais prolíficos da equipe CheckMat.

## Início da vida
Jackson Sousa dos Santos nasceu em 24 de janeiro de 1990, no Rio de Janeiro, Brasil. Sousa começou a treinar jiu-jitsu brasileiro aos dez anos de idade com Leandro Martins, que fazia parte da equipe fundada por Fernando "Tererê" Augusto. Aos 16 anos, ele passou a integrar a equipe CheckMat, fundada pelos irmãos Ricardo Vieira, Léo Vieira e Leandro Vieira, com sede em São Paulo, Brasil. Sousa fez sua estreia internacional no Campeonato Europeu de 2011 e, desde então, vem competindo em nível internacional. Em 2011, ele venceu o Campeonato Sul-Americano de Jiu-Jitsu e o Campeonato Brasileiro Sem Kimono da CBJJ.
Na faixa-marrom, Sousa conquistou o título do Campeonato Europeu da IBJJF de 2012 em Lisboa, Portugal. Ele também conquistou mais cinco medalhas de ouro no Campeonato Brasileiro da IBJJF, no Campeonato Brasileiro Sem Kimono da IBJJF e no Campeonato Mundial da CBJJE.
Em dezembro de 2012, uma superluta entre Sousa e Keenan Cornelius foi cancelada após Sousa ter seu visto negado para os Estados Unidos. Sua primeira participação em uma competição americana ocorreu em 2013, quando teve seu visto aprovado após quatro tentativas malsucedidas em 2010, 2011 e 2012. No Campeonato Mundial da IBJJF de 2013, Sousa conquistou a medalha de ouro na divisão dos pesados e bronze na divisão absoluto após perder na semifinal para Keenan Cornelius naquela que foi considerada uma das lutas mais aguardadas do ano entre dois dos principais atletas da faixa-marrom.

## Carreira na faixa-preta
Sousa recebeu sua faixa-preta de seu mestre Ricardo Vieira em outubro de 2013 e venceu o Campeonato Mundial Sem Kimono da IBJJF.
Em 2014, Sousa venceu o Campeonato Europeu da IBJJF em Lisboa, o Campeonato Pan-Americano Sem Kimono da IBJJF em Nova York e conquistou a prata no Campeonato Mundial Sem Kimono da IBJJF. Sousa venceu diversos outros torneios internacionais, incluindo o Dallas International Open, o Las Vegas Spring International Open, e o Rome International Open.
Em 2015, Sousa conquistou o bronze no Campeonato Mundial da IBJJF, a prata no Campeonato Mundial Sem Kimono da IBJJF, e também a prata no UAEJJF Abu Dhabi World Professional Jiu-Jitsu Championships. Ele venceu diversos torneios europeus, incluindo o Campeonato Europeu Sem Kimono da IBJJF, o Berlin International Open, o Berlin International Open No-Gi, e o Rome International Open.
Em 2016, Sousa venceu o Campeonato Europeu da IBJJF pela segunda vez como faixa-preta e pela quarta vez no total. Sousa perdeu por decisão dos árbitros para André Luis Leite Galvão no Campeonato Mundial da IBJJF e ficou com a prata. No final de 2016 e início de 2017, Sousa esteve ausente do cenário internacional de competições enquanto permanecia no Reino Unido para obter status de residência, no entanto, competiu no British Nationals e no British Nationals Sem Kimono.
Em maio de 2017, Sousa retornou ao cenário internacional de competições, conquistando o bronze no Campeonato Mundial Sem Kimono da IBJJF de 2017, e ouro duplo no Campeonato Pan-Americano Sem Kimono da IBJJF. Sousa ainda conquistou mais sete medalhas de ouro e duas de prata em torneios internacionais em Moscou, Paris e Londres. Em setembro de 2017, Sousa foi incluído de última hora no Campeonato Mundial do ADCC, substituindo seu companheiro de equipe na Checkmat, Luiz Panza, na divisão até 99 kg. No torneio do ADCC, Sousa conquistou a medalha de bronze após derrotar Rafael Lovato por decisão e perder por 3–0 para Yuri Simões na semifinal.

### 2023
Sousa conquistou medalhas de ouro na categoria peso pesado e no absoluto no IBJJF Dublin Open 2023, realizado em 1º de abril de 2023. Em seguida, venceu mais duas medalhas de ouro nas categorias Master 1 peso pesado e absoluto no IBJJF Master International - Europe 2023, em 9 de abril de 2023. Sousa também conquistou medalhas de ouro na categoria peso pesado e no absoluto do IBJJF Paris Spring Open 2023, em 13 de maio de 2023. No dia 15 de outubro de 2023, Sousa conquistou a medalha de ouro na categoria peso pesado e a medalha de prata no absoluto no IBJJF London Fall Open 2023.
Entre os parceiros de treino de Sousa estão diversos atletas de destaque, como Marcus Almeida, João Assis, Lucas Leite, Michelle Nicolini e Leandro Vieira.

### 2024
Sousa conquistou a medalha de prata na divisão meio-pesado do Abu Dhabi Grand Slam – Dallas, em 29 de setembro de 2024.
Sousa foi escalado para enfrentar Pedro Machado no ADXC 6, em 25 de outubro de 2024. Ele perdeu a luta por decisão unânime.

## Acusações de má conduta sexual
Em agosto de 2021, a faixa-preta da Checkmat e competidora de elite Samantha Cook relatou em seu Instagram que Sousa havia cometido assédio sexual contra ela, o que motivou outras mulheres a se manifestarem e compartilharem suas próprias acusações de má conduta sexual e intimidação por parte do atleta. Também foi relatado que já haviam acusações de assédio sexual contra Sousa desde 2018, na Alemanha.
Como consequência das acusações, Sousa foi desligado de sua patrocinadora Shoyoroll e suspenso de sua equipe pelo líder da Checkmat, Léo Vieira. Em novembro de 2021, Sousa entrou em contato com o site BJJ Eastern Europe para divulgar que havia sido inocentado por um Comitê Independente de Análise Disciplinar, sediado em Londres. O anúncio do retorno de Sousa às competições gerou críticas de membros da comunidade do jiu-jitsu, que alegaram que nenhuma das supostas vítimas havia sido consultada durante a investigação e que o relatório da Comissão Independente não havia sido divulgado ao público, apesar de múltiplos pedidos.
Em novembro de 2022, o advogado de Sousa anunciou que seu cliente também havia sido inocentado de todas as acusações pela UKBJJA, a entidade que regula o jiu-jitsu brasileiro no Reino Unido, “após uma investigação longa e minuciosa conduzida por um investigador especializado”.